# Madian
Madian, Madiane ou Midian (en hébreu מִדְיָן : désaccord ou jugement, en grec ancien: Μαδιάμ Madiám) est un personnage de la Bible et du Coran dont le nom désigne par la suite le territoire de ses descendants : le pays de Madian, ou des Madianites.

## Dans le récit biblique
Il est l'un des fils d'Abraham et de sa concubine Ketourah. Ses descendants, les Madianites, s'installent à l'est du Jourdain entre la mer Morte et jusqu'à la péninsule du Sinaï au sud. Moïse y est accueilli par le prêtre de cette tribu, Jethro, après avoir fui l'Égypte. Il y épouse Séphora, une fille de Jethro. Peu après, Dieu se révèle dans l'épisode du buisson ardent et envoie Moïse délivrer le peuple d'Israël de l'esclavage.
La vengeance exercée par Moïse contre les Madianites, dont les femmes avaient séduit les enfants d'Israël et fait adopter le culte des idoles, fait l'objet du chapitre 31 du Livre des Nombres.
Au ch. 22-24 du livre des Nombres, Balaam est ce devin à qui l'Éternel fait d'abord refuser la demande du roi de Moab de se joindre à lui pour marcher contre Israël, puis le rejoint mais au lieu de le combattre, loue et bénit Israël (« Qu'elles sont belles tes tentes, ô Jacob ! Tes demeures, ô Israël ! ») et prophétise (« Je le vois… une comète surgit du sein d'Israël, qui écrasera les sommités de Moab… Amalec est voué à la perdition… »).
Dans le Livre des Juges, Gédéon met un terme aux attaques des Madianites contre les Israélites.

### Pays de Madiân

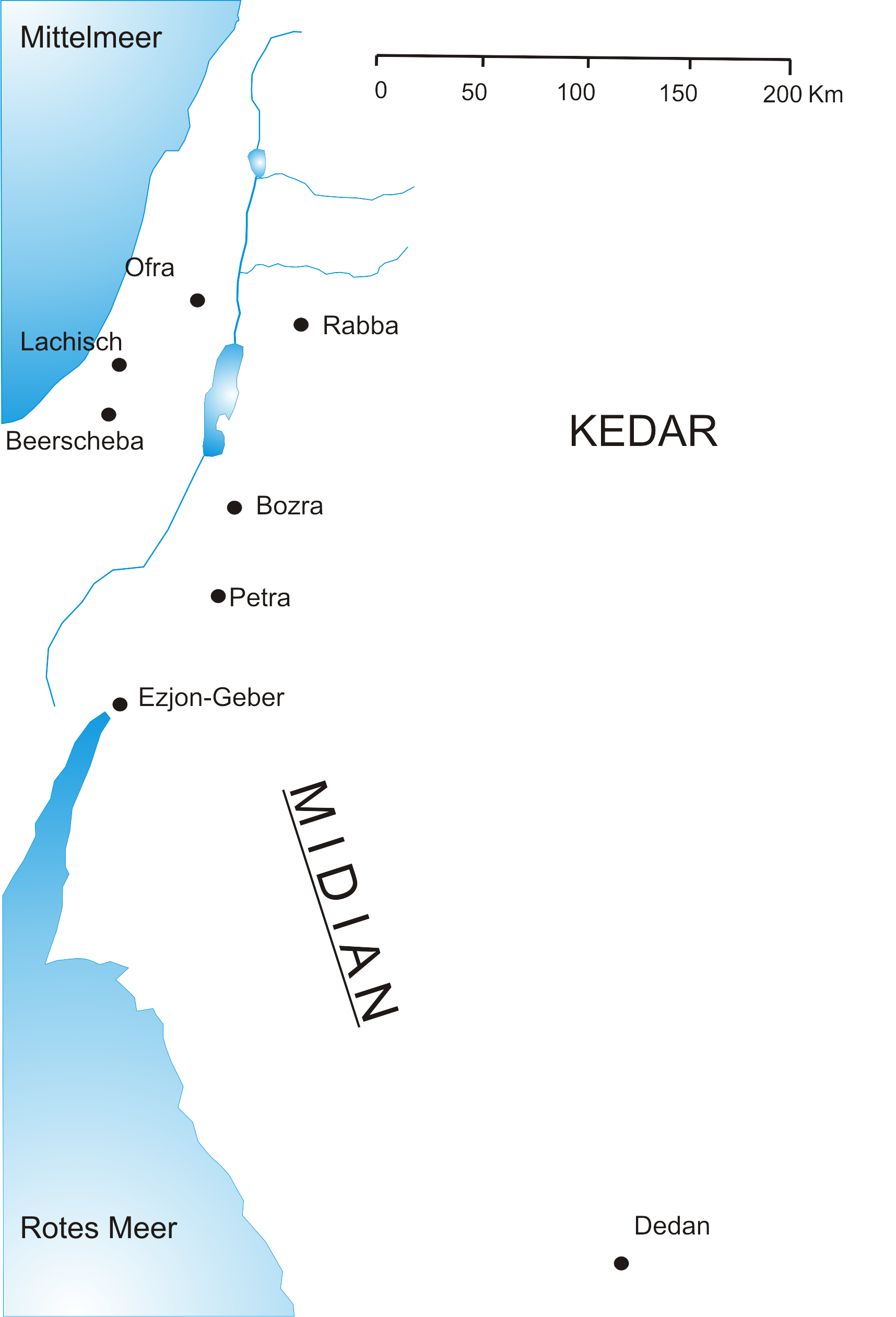
Pays de Madian (Midiân).

Madiân ou Midyân est un pays situé dans la partie nord-ouest de la péninsule Arabique, à l’est du golfe d’Aqaba ; il est limité au nord-ouest par Édom et au sud-est par les royaumes arabes du Hedjaz et du Nejd. Les géographes gréco-romains et arabes connaissent une ville du nom de Midama / Madyan à l'est du golfe d'Aqaba, à identifier avec al-Badʿ dans le Wadi ʿAfal. Le pays de Madiân pourrait donc être la région entourant cette ville et traversée par deux routes commerciales importantes.
Dans la bible et le coran, les Madianites sont rattachés aux tribus hébreux issues de Qeturah, femme d’Abraham. Tabarî dit qu'ils sont les fils de Madian, fils d'Abraham. Le bibliste Thomas Römer souligne que « les Madianites, caractérisés par un mode de vie à la fois nomade et sédentaire, ont été capables de domestiquer le dromadaire tout en développant un élevage et une agriculture ». Römer, évoquant l'importante production de poteries et de céramiques datées de l'an 1300 av. J.-C à l'an 1100 av J.-C, conclut que « les Madianites étaient des proto-Arabes vivant dans le nord-ouest de l'Arabie et pratiquant le commerce ».

## Dans le Coran
Madyan est davantage un territoire (voir Sourate 28 Le Récit verset 22) qu'une personne, même s'il est possible que ce territoire porte le nom d'un individu.
Le Coran affirme au sujet de Madyan :
- verset 22 : Et lorsqu'il se dirigea vers Madyan, il (Moussa / Moïse) dit : « Je souhaite que mon seigneur me guide sur la juste voie » ;
- verset 23 : Et quand il fut arrivé au point d'eau de Madyan, il y trouva un attroupement de gens abreuvant [leurs bêtes] et il trouva aussi deux femmes se tenant à l'écart et retenant [leur bêtes]. Il dit : « Que voulez-vous ? » Elles dirent : « Nous n'abreuverons que quand les bergers seront partis ; et notre père est fort âgé. »

Moïse resta au moins huit années dans cette ville pour y travailler auprès du père [Gobab fils de Rawil le Madianite, beau père de Moussa (n.10.28)], de ces deux femmes, qu'il se maria avec l'une d'entre elles et fonda une famille. Le père de ces deux femmes est sans doute Jethro, dont la fille ayant épousé Moïse est sa fille Séphora.
Dieu a envoyé dans le pays de Madian le prophète Shu`ayb qui est souvent identifié au Jethro de la Bible. Les Madianites avaient l'habitude de falsifier les poids et de frauder sur la marchandise. Les Madianites ont été punis par un tremblement de terre. Chu`ayb ajoute une injonction d’abandonner les idoles pour le Dieu unique. Prophète des Madianites, Chu`ayb est surnommé Abu Madian (« le père, ou l'homme, des Madianites »).
Le peuple de Madian est également cité dans la sourate Al Haj (22:44) avec le peuple de Noé, les Aad, les Thamud, le peuple d'Abraham et le peuple de Loth comme exemple de peuples qui ont par le passé traité leurs messagers (prophètes) de menteurs.